# 以罗欣之殿会堂
以罗欣之殿会堂（Congregation Beth Elohim）, 又名加菲会堂（Garfield Temple）、第八大道会堂（Eighth Avenue Temple）是一个犹太教改革派会堂，位于美国纽约市布鲁克林公园坡加菲坊274号、第八大道。
该会堂由德国犹太人成立于1861年9月29日。它曾三次尝试与以色列之殿会堂（Congregation Baith Israel）合并，均告失败。1910年，目前的新古典主义犹太会堂建筑完成。该堂在1930年代大萧条期间经历了困难的时期，信徒人数显著下降，在1946年银行几乎要关闭这座建筑物。第二次世界大战后该会堂恢复增长，在20世纪60年代和70年代由于人口迁移而再次下降。2006年，以罗欣之殿会堂拥有超过1000名信徒。在2009年，它是布鲁克林最大和最活跃的改革派犹太会堂，而且是布鲁克林最古老的使用一个名称的犹太会堂。2009年，它被新闻周刊列为作为美国25个最充满活力的犹太会堂之一。
该建筑现在属于公园坡历史街区，并被列入国家史迹名录。

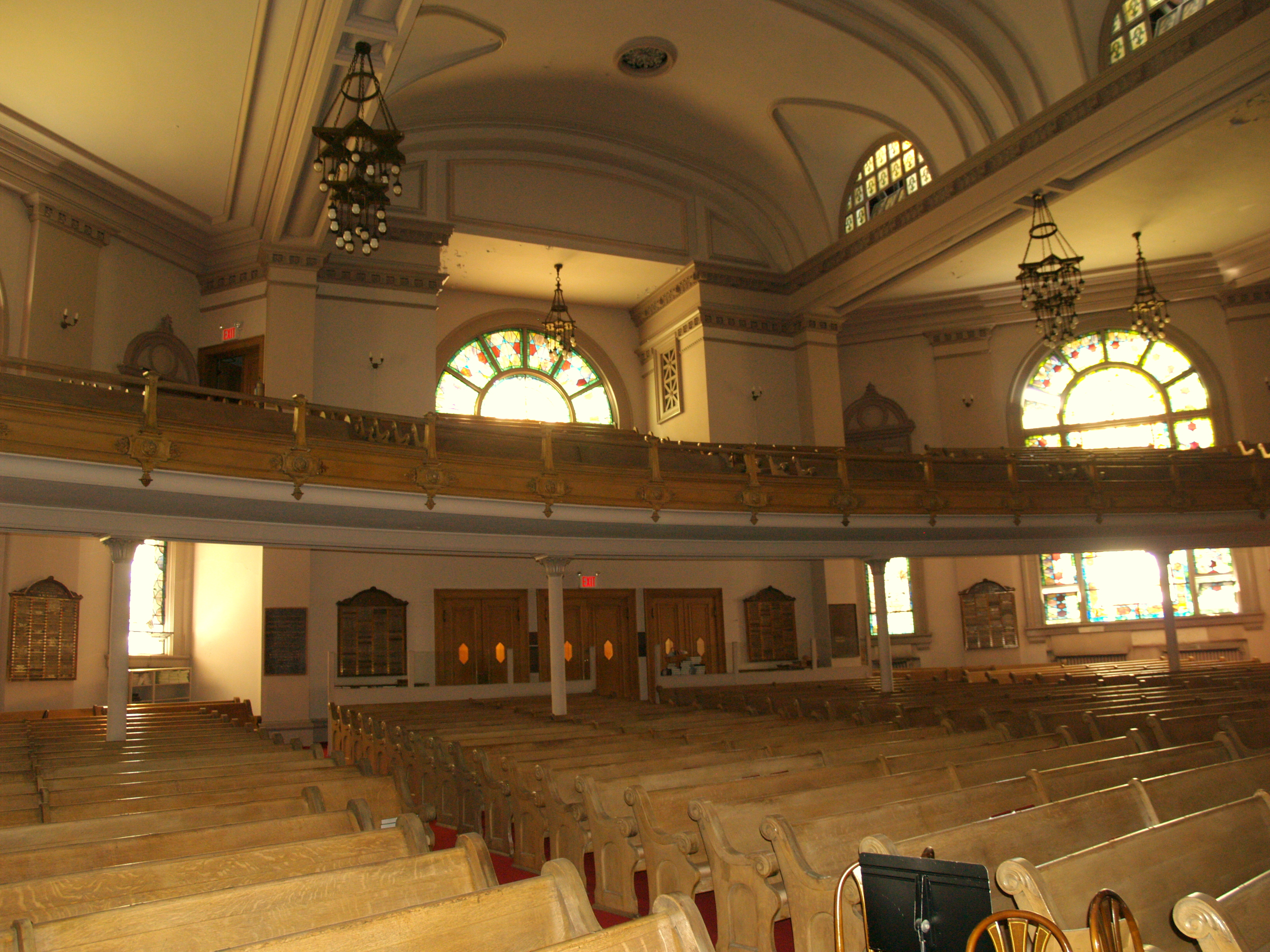